# Dialium indum
Espèce
Classification phylogénétique
Dialium indum est une espèce de plantes à fleurs de la famille des Fabaceae, originaire de l'Asie du Sud-Est.

## Répartition
Ce taxon est originaire de l'Asie du Sud-Est, et se rencontre dans les pays suivants : Brunei, Indonésie, Malaisie, Singapour, Thaïlande.

## Liste des variétés
Selon GBIF (1 mars 2025) :
- Dialium indum var. bursa (Dewit) Rojo
- Dialium indum var. bursa (de Wit) Rojo ex P.J.A.Kessler & Sidiyasa
- Dialium indum var. indum

## Systématique
Le nom correct complet (avec auteur) de ce taxon est Dialium indum L..
Ce taxon porte en français le nom vernaculaire ou normalisé suivant : diali des Indes.
Dialium indum a pour synonymes :
- Dialium laurinum var. bursa Dewit
- Dialium marginatum Dewit
- Dialium turbinatum Dewit